# Svenska Atlantkommittén
Svenska Atlantkommittén (SAK) är en svensk förening med inriktning på säkerhetspolitik.
Svenska Atlantkommittén är en partipolitiskt obunden förening, och verkar för att sprida kunskap om säkerhetspolitiskt samarbete mellan Nordamerika och Europa inom Nato och Partnerskap för fred (PFF), och dess betydelse för Sverige och Sveriges närområde. SAK bildades 1996 efter att Sverige hade gått med i PFF, och hade Henrik Landerholm som sin förste ordförande och Ann-Sofie Dahl som sin förste generalsekreterare. Ordförande sedan 2021 är Annicka Engblom och generalsekreterare sedan 2022 är Ludvig Filhm. 
Svenska Atlantkommittens ungdomsförbund Sveriges Unga Atlantister grundades 2000 av Pål Johnson och Nina Larsson.
Sedan 2005 är SAK medlem av Folk och försvar.
Svenska Atlantkommittén har ambitionen att vara ett viktigt forum för allsidig säkerhetspolitisk debatt med betoning på betydelsen av den transatlantiska länken. Sedan år 2015 förespråkade Svenska Atlantkommittén öppet att Sverige skulle bli fullvärdig Nato-medlem.
Motsvarande atlantkommittéer finns i alla Natos medlemsländer och de flesta PFF-länder. De olika atlantkommittéerna är organiserade i Atlantic Treaty Association (ATA).